# Danh sách xã thuộc tỉnh Cao Bằng
Tính đến ngày 1 tháng 3 năm 2020, tỉnh Cao Bằng có 161 đơn vị hành chính cấp xã, trong đó có 139 xã.
Dưới đây là danh các xã thuộc tỉnh Cao Bằng hiện nay.
| Xã           | Trực thuộc         | Diện tích (km²) | Dân số (người) | Mật độ dân số (người/km²) | Thành lập |
| ------------ | ------------------ | --------------- | -------------- | ------------------------- | --------- |
| An Lạc       | Huyện Hạ Lang      |                 |                |                           |           |
| Bạch Đằng    | Huyện Hòa An       |                 |                |                           |           |
| Bảo Toàn     | Huyện Bảo Lạc      |                 |                |                           |           |
| Bế Văn Đàn   | Huyện Quảng Hòa    |                 |                |                           |           |
| Bình Dương   | Huyện Hòa An       |                 |                |                           |           |
| Ca Thành     | Huyện Nguyên Bình  |                 |                |                           |           |
| Cách Linh    | Huyện Quảng Hòa    |                 |                |                           |           |
| Cai Bộ       | Huyện Quảng Hòa    |                 |                |                           |           |
| Cải Viên     | Huyện Hà Quảng     |                 |                |                           |           |
| Canh Tân     | Huyện Thạch An     |                 |                |                           |           |
| Cao Chương   | Huyện Trùng Khánh  |                 |                |                           |           |
| Cao Thăng    | Huyện Trùng Khánh  |                 |                |                           |           |
| Cần Nông     | Huyện Hà Quảng     |                 |                |                           |           |
| Cần Yên      | Huyện Hà Quảng     |                 |                |                           |           |
| Chí Thảo     | Huyện Quảng Hòa    |                 |                |                           |           |
| Chí Viễn     | Huyện Trùng Khánh  |                 |                |                           |           |
| Chu Trinh    | Thành phố Cao Bằng | 27,37           |                |                           |           |
| Cô Ba        | Huyện Bảo Lạc      |                 |                |                           |           |
| Cô Ngân      | Huyện Hạ Lang      |                 |                |                           |           |
| Cốc Pàng     | Huyện Bảo Lạc      |                 |                |                           |           |
| Dân Chủ      | Huyện Hòa An       |                 |                |                           |           |
| Đa Thông     | Huyện Hà Quảng     |                 |                |                           |           |
| Đại Sơn      | Huyện Quảng Hòa    |                 |                |                           |           |
| Đại Tiến     | Huyện Hòa An       |                 |                |                           |           |
| Đàm Thủy     | Huyện Trùng Khánh  |                 |                |                           |           |
| Đình Phong   | Huyện Trùng Khánh  |                 |                |                           |           |
| Đình Phùng   | Huyện Bảo Lạc      |                 |                |                           |           |
| Đoài Dương   | Huyện Trùng Khánh  |                 |                |                           |           |
| Độc Lập      | Huyện Quảng Hòa    |                 |                |                           |           |
| Đồng Loan    | Huyện Hạ Lang      |                 |                |                           |           |
| Đức Hạnh     | Huyện Bảo Lâm      |                 |                |                           |           |
| Đức Hồng     | Huyện Trùng Khánh  |                 |                |                           |           |
| Đức Long     | Huyện Hòa An       |                 |                |                           |           |
| Đức Long     | Huyện Thạch An     |                 |                |                           |           |
| Đức Quang    | Huyện Hạ Lang      |                 |                |                           |           |
| Đức Thông    | Huyện Thạch An     |                 |                |                           |           |
| Đức Xuân     | Huyện Thạch An     |                 |                |                           |           |
| Hạnh Phúc    | Huyện Quảng Hòa    |                 |                |                           |           |
| Hoa Thám     | Huyện Nguyên Bình  |                 |                |                           |           |
| Hoàng Tung   | Huyện Hòa An       |                 |                |                           |           |
| Hồng An      | Huyện Bảo Lạc      |                 |                |                           |           |
| Hồng Nam     | Huyện Hòa An       |                 |                |                           |           |
| Hồng Quang   | Huyện Quảng Hòa    |                 |                |                           |           |
| Hồng Sỹ      | Huyện Hà Quảng     |                 |                |                           |           |
| Hồng Trị     | Huyện Bảo Lạc      |                 |                |                           |           |
| Hồng Việt    | Huyện Hòa An       |                 |                |                           |           |
| Huy Giáp     | Huyện Bảo Lạc      |                 |                |                           |           |
| Hưng Đạo     | Huyện Bảo Lạc      |                 |                |                           |           |
| Hưng Đạo     | Huyện Nguyên Bình  |                 |                |                           |           |
| Hưng Đạo     | Thành phố Cao Bằng | 10,72           |                |                           |           |
| Hưng Thịnh   | Huyện Bảo Lạc      |                 |                |                           |           |
| Khánh Xuân   | Huyện Bảo Lạc      |                 |                |                           |           |
| Khâm Thành   | Huyện Trùng Khánh  |                 |                |                           |           |
| Kim Cúc      | Huyện Bảo Lạc      |                 |                |                           |           |
| Kim Đồng     | Huyện Thạch An     |                 |                |                           |           |
| Kim Loan     | Huyện Hạ Lang      |                 |                |                           |           |
| Lăng Hiếu    | Huyện Trùng Khánh  |                 |                |                           |           |
| Lê Chung     | Huyện Hòa An       |                 |                |                           |           |
| Lê Lai       | Huyện Thạch An     |                 |                |                           |           |
| Lê Lợi       | Huyện Thạch An     |                 |                |                           |           |
| Lũng Nặm     | Huyện Hà Quảng     |                 |                |                           |           |
| Lương Can    | Huyện Hà Quảng     |                 |                |                           |           |
| Lương Thông  | Huyện Hà Quảng     |                 |                |                           |           |
| Lý Bôn       | Huyện Bảo Lâm      |                 |                |                           |           |
| Lý Quốc      | Huyện Hạ Lang      |                 |                |                           |           |
| Mã Ba        | Huyện Hà Quảng     |                 |                |                           |           |
| Mai Long     | Huyện Nguyên Bình  |                 |                |                           |           |
| Minh Khai    | Huyện Thạch An     |                 |                |                           |           |
| Minh Long    | Huyện Hạ Lang      |                 |                |                           |           |
| Minh Tâm     | Huyện Nguyên Bình  |                 |                |                           |           |
| Mông Ân      | Huyện Bảo Lâm      |                 |                |                           |           |
| Mỹ Hưng      | Huyện Quảng Hòa    |                 |                |                           |           |
| Nam Cao      | Huyện Bảo Lâm      |                 |                |                           |           |
| Nam Quang    | Huyện Bảo Lâm      |                 |                |                           |           |
| Nam Tuấn     | Huyện Hòa An       |                 |                |                           |           |
| Ngọc Côn     | Huyện Trùng Khánh  |                 |                |                           |           |
| Ngọc Đào     | Huyện Hà Quảng     |                 |                |                           |           |
| Ngọc Động    | Huyện Hà Quảng     |                 |                |                           |           |
| Ngọc Động    | Huyện Quảng Hòa    |                 |                |                           |           |
| Ngọc Khê     | Huyện Trùng Khánh  |                 |                |                           |           |
| Ngũ Lão      | Huyện Hòa An       |                 |                |                           |           |
| Nguyễn Huệ   | Huyện Hòa An       |                 |                |                           |           |
| Nội Thôn     | Huyện Hà Quảng     |                 |                |                           |           |
| Phan Thanh   | Huyện Bảo Lạc      |                 |                |                           |           |
| Phan Thanh   | Huyện Nguyên Bình  |                 |                |                           |           |
| Phi Hải      | Huyện Quảng Hòa    |                 |                |                           |           |
| Phong Châu   | Huyện Trùng Khánh  |                 |                |                           |           |
| Phong Nặm    | Huyện Trùng Khánh  |                 |                |                           |           |
| Phúc Sen     | Huyện Quảng Hòa    |                 |                |                           |           |
| Quang Hán    | Huyện Trùng Khánh  |                 |                |                           |           |
| Quảng Hưng   | Huyện Quảng Hòa    |                 |                |                           |           |
| Quảng Lâm    | Huyện Bảo Lâm      |                 |                |                           |           |
| Quang Long   | Huyện Hạ Lang      |                 |                |                           |           |
| Quang Thành  | Huyện Nguyên Bình  |                 |                |                           |           |
| Quang Trọng  | Huyện Thạch An     |                 |                |                           |           |
| Quang Trung  | Huyện Hòa An       |                 |                |                           |           |
| Quang Trung  | Huyện Trùng Khánh  |                 |                |                           |           |
| Quang Vinh   | Huyện Trùng Khánh  |                 |                |                           |           |
| Quốc Toản    | Huyện Quảng Hòa    |                 |                |                           |           |
| Quý Quân     | Huyện Hà Quảng     |                 |                |                           |           |
| Sóc Hà       | Huyện Hà Quảng     |                 |                |                           |           |
| Sơn Lập      | Huyện Bảo Lạc      |                 |                |                           |           |
| Sơn Lộ       | Huyện Bảo Lạc      |                 |                |                           |           |
| Tam Kim      | Huyện Nguyên Bình  |                 |                |                           |           |
| Thạch Lâm    | Huyện Bảo Lâm      |                 |                |                           |           |
| Thái Cường   | Huyện Thạch An     |                 |                |                           |           |
| Thái Học     | Huyện Bảo Lâm      |                 |                |                           |           |
| Thái Sơn     | Huyện Bảo Lâm      |                 |                |                           |           |
| Thành Công   | Huyện Nguyên Bình  |                 |                |                           |           |
| Thanh Long   | Huyện Hà Quảng     |                 |                |                           |           |
| Thắng Lợi    | Huyện Hạ Lang      |                 |                |                           |           |
| Thể Dục      | Huyện Nguyên Bình  |                 |                |                           |           |
| Thị Hoa      | Huyện Hạ Lang      |                 |                |                           |           |
| Thịnh Vượng  | Huyện Nguyên Bình  |                 |                |                           |           |
| Thống Nhất   | Huyện Hạ Lang      |                 |                |                           |           |
| Thụy Hùng    | Huyện Thạch An     |                 |                |                           |           |
| Thượng Hà    | Huyện Bảo Lạc      |                 |                |                           |           |
| Thượng Thôn  | Huyện Hà Quảng     |                 |                |                           |           |
| Tiên Thành   | Huyện Quảng Hòa    |                 |                |                           |           |
| Tổng Cọt     | Huyện Hà Quảng     |                 |                |                           |           |
| Tri Phương   | Huyện Trùng Khánh  |                 |                |                           |           |
| Triệu Nguyên | Huyện Nguyên Bình  |                 |                |                           |           |
| Trọng Con    | Huyện Thạch An     |                 |                |                           |           |
| Trung Phúc   | Huyện Trùng Khánh  |                 |                |                           |           |
| Trường Hà    | Huyện Hà Quảng     |                 |                |                           |           |
| Trương Lương | Huyện Hòa An       |                 |                |                           |           |
| Tự Do        | Huyện Quảng Hòa    |                 |                |                           |           |
| Vân Trình    | Huyện Thạch An     |                 |                |                           |           |
| Vĩnh Phong   | Huyện Bảo Lâm      |                 |                |                           |           |
| Vĩnh Quang   | Huyện Bảo Lâm      |                 |                |                           |           |
| Vĩnh Quang   | Thành phố Cao Bằng | 13,4            |                |                           |           |
| Vinh Quý     | Huyện Hạ Lang      |                 |                |                           |           |
| Vũ Minh      | Huyện Nguyên Bình  |                 |                |                           |           |
| Vũ Nông      | Huyện Nguyên Bình  |                 |                |                           |           |
| Xuân Nội     | Huyện Trùng Khánh  |                 |                |                           |           |
| Xuân Trường  | Huyện Bảo Lạc      |                 |                |                           |           |
| Yên Lạc      | Huyện Nguyên Bình  |                 |                |                           |           |
| Yên Sơn      | Huyện Hà Quảng     |                 |                |                           |           |
| Yên Thổ      | Huyện Bảo Lâm      |                 |                |                           |           |